# Нинкаси
Нинкаси — богиня шумерской мифологии, ответственная за пиво и другие алкогольные напитки. 
В мифе «Энки и Нинхурсаг» говорится о том, как бог вод Энки очень скучал по своей жене богине земли Нинхурсаг. Она удалилась путешествовать, а Энки, увидев в облике своей дочери Нинсар черты любимой жены, вступил с ней в инцест, в результате чего родилась внучка Энки Нинкура. Нинхурсаг не возвращалась, и та же история произошла с Нинкурой. Нинкура родила от Энки Утту. Инцест с правнучкой не привёл к рождению детей, семя Энки излилось на землю, от чего произросли 8 растений. Энки съел их, и у него сильно заболели 8 частей тела. Пожалев жестоко страдающего мужа, Нинхурсаг родила для его излечения 8 детей. Среди них была Нинкаси, которая родилась изо рта.
Отрывок из гимна Нинкаси:
Пусть бог твой всегда о тебе хлопочет!
Отверстия кружки — наши очи,
Сердца наши — на дне чаши,
Что тебе услада,
То и нам отрада,
Смеется печень, и сердце радо.
На кирпич судьбы изольешь возлияние,
А в душе своей храм возведешь ликования!
Нинкаси, только ты и даешь эту жизнь!
Вино, пиво пусть всегда для тебя журчит!
Медовуха пусть сладко тебе поет!
Через трубочки сладкой струею бежит.
А вы, мальчики, пивовары и кравчие, — со мною в круг,
Пока, пивом наполненный, я кружусь, кружусь,
Кружусь, блаженствуя, блаженствую, кружась,
Да, пива испив, я в веселии,
Медовухи хватив, я в охмелии,
Сердце я взвеселил, печень я ублажил,
Да, сердце радостью я наполнил,
Печень свободную — одеянием царским кутал.
Пусть же и сердце Инанны возрадуется,
Сердце царицы небес да возрадуется!